# Tamatoa V
Tamatoa Pōmare, né le 23 septembre 1842 à Raiatea et mort le 30 septembre 1881 à Papeete, est un membre de la famille royale des Pōmare de Tahiti, qui fut le fondateur de la branche tahitienne des Tamatoa en devenant roi du Royaume-Uni de Raiatea et Tahaa sous le nom de Tamatoa V. Autoritaire, il règne sans partage sur le royaume de 1857, date de son accession au trône après la mort de son grand-oncle le roi Tamatoa IV, jusqu'en 1871, date de sa destitution, à la suite d'un mouvement insurrectionnel commandité par la noblesse du royaume. Exilé, il s'installe à la cour de sa mère, la reine Pōmare IV où il meurt en 1881.

## Biographie

### Prince tahitien
Le prince Tamatoa est le troisième fils de Pōmare IV, reine de Tahiti de 1827 à 1877, et de son second époux le prince Ari'ifa'a'ite a Hiro.
Peu avant la naissance de Tamatoa, en août 1842, l'amiral Du Petit-Thouars revient faire escale à Tahiti. Il s’allie alors avec des chefs de Tahiti hostiles aux Pōmare et favorables à un protectorat français. Il leur fait signer une demande de protectorat en l’absence de leur reine, avant d’obliger cette dernière à ratifier le traité de protectorat. Avant même que le traité ne soit ratifié par la France, Jacques-Antoine Moerenhout est nommé commissaire royal auprès de la reine Pōmare.
En 1843, le conseiller protestant de la reine, George Pritchard, convainc celle-ci d'arborer le drapeau tahitien à la place du drapeau du protectorat. En représailles, l'amiral Dupetit-Thouars déclare l'annexion du royaume le 6 novembre 1843 et y installe le gouverneur Armand Joseph Bruat comme chef de la nouvelle colonie. L'annexion déclenche alors l’exil de la reine et de sa famille aux îles Sous le Vent, l'expulsion de Pritchard sous l'influence de Jacques-Antoine Moerenhout, et après une période de troubles, c’est une véritable guerre franco-tahitienne qui débute en mars 1844. La résistance tahitienne s'amplifie et le gouverneur Bruat décide de contre-attaquer massivement en envoyant à Mahaena l'ensemble de ses troupes. La reine revient d’exil en 1847 et accepte de signer une nouvelle convention qui réduit considérablement ses pouvoirs au profit de ceux du commissaire Jacques-Antoine Moerenhout. Les Français règnent désormais en maîtres sur le royaume de Tahiti. En 1863, ils mettent fin à l’influence britannique en remplaçant les missions protestantes britanniques par la Société des missions évangéliques de Paris.

### Roi de Raiatea et Tahaa

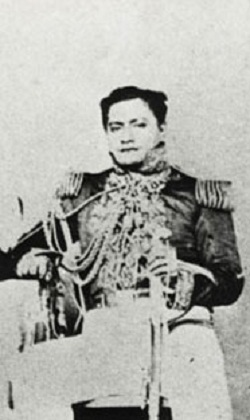
Le roi Tamatoa V.

Après la guerre contre les français, Tamatoa est désigné par l'oncle de sa mère, le roi Tamatoa IV, pour lui succéder sur le trône de Raiatea et Tahaa. Ce dernier n'ayant plus d'héritiers, il est le dernier monarque de la branche directe des Tamatoa. À la mort du roi en 1857, le jeune prince tahitien monte sur le trône et règne sous le nom de Tamatoa V, créant la branche tahitienne des Tamatoa, issue de la dynastie royale des Pōmare .
Une clause du traité de paix signé par la France et la Grande Bretagne, la Convention de Jarnac (ou Convention anglo-française de 1847), garantit que les deux puissances impériales respecteront l'indépendance des alliés de la reine Pōmare c'est-à-dire les souverains de Huahine, Raiatea et Bora-Bora. Ainsi, Tamatoa V règne avec un pouvoir absolu contrairement à sa mère la reine de Tahiti. Les Français poursuivront le système du protectorat jusque dans les années 1880, époque à laquelle ils annexeront formellement Tahiti et les îles Sous-le-vent (dans le cadre de la Guerre des îles Sous-le-vent, qui se terminera en 1897), créant ainsi la Polynésie Française.   

### Destitution

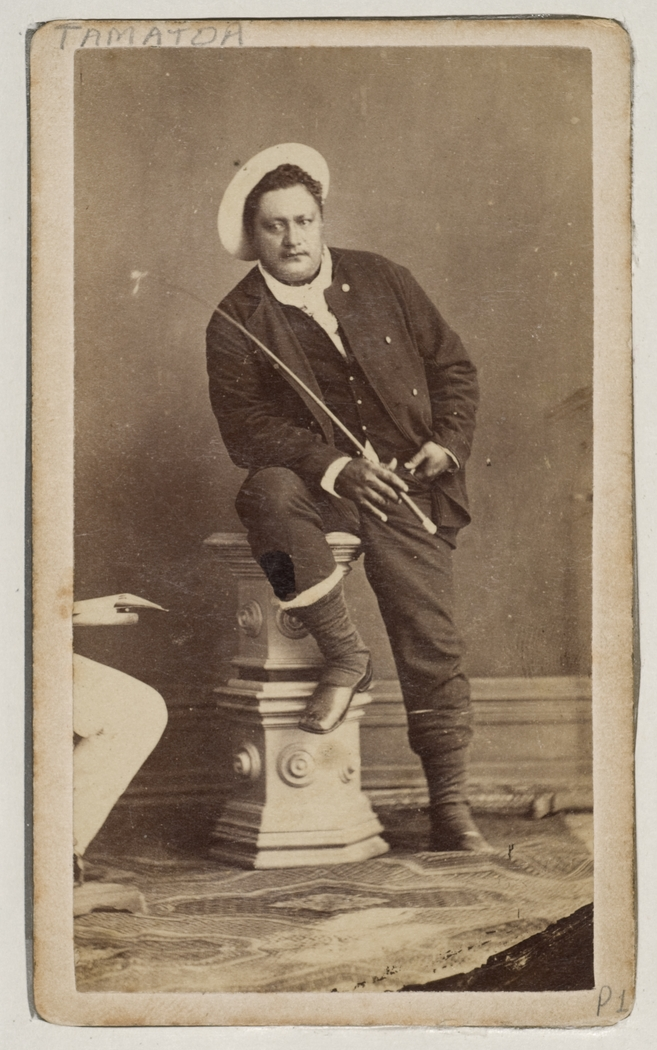
Photographie de Tamatoa V en exil, vers 1875.

Autoritaire, le roi impose souvent ses lois par la force, s'opposant à de nombreuses reprises à la noblesse du royaume, lui reprochant le fait qu'il ne soit pas né prince de Raiatea. Il maintient une politique stricte contre les grands de son royaume et concentre tous les pouvoirs autour de sa personne. Impopulaire auprès de ses sujets, il est déposé le 8 février 1871 pour le meurtre en état d'ivresse d'un collecteur d'impot appelé Paino et exilé avec sa famille à Tahiti où il trouve asile auprès de sa mère, puis de son frère le roi Pōmare V (1877-1880). Le prince Tahitoe, cousin de la branche directe des Tamatoa, est choisi pour succéder au souverain Tamatoa V par la noblesse.

### Descendance
Il épouse dans les années 1860, la princesse Moe a Ma'i, une princesse de la famille princière Ma'i de Bora Bora. Le couple eu six enfants dont quatre filles :
- Princesse Teriiourumaona Pōmare (1867-1872)
- Princesse Teriivaetua Pōmare (1869-1918)
- Princesse Teriimaevarua Pōmare (1871–1932)
- Prince Tamatoa-tane Pōmare (1872-1873)
- Princesse Teriinavahoroa Pōmare (1877-1918)
- Princesse Aimata Pōmare (1879-1894)

Lorsque George Herbert, 13e comte de Pembroke, visite les îles avec le Dr George Henry Kingsley en 1870, il est frappé par le charme et la beauté de sa femme et surnomme le roi et la reine : « La Belle et la Bête ».

## Titulature
- Son Altesse le prince royal de Tahiti (1842 - 1857)
- Sa Majesté le roi de Raiatea et Tahaa (1857 - 1871)
- Son Altesse royale le roi Tamatoa Pōmare (1871 - 1881)

Après sa déposition en 1871, il garde à titre personnel son titre de roi Tamatoa V Pōmare (1871 - 1881).

## Ascendance
|  |                                         |  |  |  |  |  |  |  |  |  |  |  |  |  |  |  |
|  | 4. Ariʻipeu-a-Hiro                      |  |  |  |  |  |  |  |  |  |  |  |  |  |  |  |
|  |                                         |  |  |  |  |  |  |  |  |  |  |  |  |  |  |  |
|  |                                         |  |  |  |  |  |  |  |  |  |  |  |  |  |  |  |
|  | 2. Ariʻifaaite                          |  |  |  |  |  |  |  |  |  |  |  |  |  |  |  |
|  |                                         |  |  |  |  |  |  |  |  |  |  |  |  |  |  |  |
|  |                                         |  |  |  |  |  |  |  |  |  |  |  |  |  |  |  |
|  | 20. Vetea-raʻi Uʻuru (= 28)             |  |  |  |  |  |  |  |  |  |  |  |  |  |  |  |
|  |                                         |  |  |  |  |  |  |  |  |  |  |  |  |  |  |  |
|  |                                         |  |  |  |  |  |  |  |  |  |  |  |  |  |  |  |
|  | 10. Tamatoa III (= 14)                  |  |  |  |  |  |  |  |  |  |  |  |  |  |  |  |
|  |                                         |  |  |  |  |  |  |  |  |  |  |  |  |  |  |  |
|  |                                         |  |  |  |  |  |  |  |  |  |  |  |  |  |  |  |
|  | 21. Opai-pai Te-roro (= 29)             |  |  |  |  |  |  |  |  |  |  |  |  |  |  |  |
|  |                                         |  |  |  |  |  |  |  |  |  |  |  |  |  |  |  |
|  |                                         |  |  |  |  |  |  |  |  |  |  |  |  |  |  |  |
|  | 5. Teihotu Taʻavea                      |  |  |  |  |  |  |  |  |  |  |  |  |  |  |  |
|  |                                         |  |  |  |  |  |  |  |  |  |  |  |  |  |  |  |
|  |                                         |  |  |  |  |  |  |  |  |  |  |  |  |  |  |  |
|  | 22. Mato Teri’i Tepoara’i (= 30)        |  |  |  |  |  |  |  |  |  |  |  |  |  |  |  |
|  |                                         |  |  |  |  |  |  |  |  |  |  |  |  |  |  |  |
|  |                                         |  |  |  |  |  |  |  |  |  |  |  |  |  |  |  |
|  | 11. Mai-he'a Te-hani (= 15)             |  |  |  |  |  |  |  |  |  |  |  |  |  |  |  |
|  |                                         |  |  |  |  |  |  |  |  |  |  |  |  |  |  |  |
|  |                                         |  |  |  |  |  |  |  |  |  |  |  |  |  |  |  |
|  | 23. Te-ha’apapa I (= 31)                |  |  |  |  |  |  |  |  |  |  |  |  |  |  |  |
|  |                                         |  |  |  |  |  |  |  |  |  |  |  |  |  |  |  |
|  |                                         |  |  |  |  |  |  |  |  |  |  |  |  |  |  |  |
|  | 1. Tamatoa V                            |  |  |  |  |  |  |  |  |  |  |  |  |  |  |  |
|  |                                         |  |  |  |  |  |  |  |  |  |  |  |  |  |  |  |
|  |                                         |  |  |  |  |  |  |  |  |  |  |  |  |  |  |  |
|  | 24. Teu Tunuieaite Atua                 |  |  |  |  |  |  |  |  |  |  |  |  |  |  |  |
|  |                                         |  |  |  |  |  |  |  |  |  |  |  |  |  |  |  |
|  |                                         |  |  |  |  |  |  |  |  |  |  |  |  |  |  |  |
|  | 12. Pōmare Ier                          |  |  |  |  |  |  |  |  |  |  |  |  |  |  |  |
|  |                                         |  |  |  |  |  |  |  |  |  |  |  |  |  |  |  |
|  |                                         |  |  |  |  |  |  |  |  |  |  |  |  |  |  |  |
|  | 25. Tetupaia-i-Hauiri                   |  |  |  |  |  |  |  |  |  |  |  |  |  |  |  |
|  |                                         |  |  |  |  |  |  |  |  |  |  |  |  |  |  |  |
|  |                                         |  |  |  |  |  |  |  |  |  |  |  |  |  |  |  |
|  | 6. Pōmare II                            |  |  |  |  |  |  |  |  |  |  |  |  |  |  |  |
|  |                                         |  |  |  |  |  |  |  |  |  |  |  |  |  |  |  |
|  |                                         |  |  |  |  |  |  |  |  |  |  |  |  |  |  |  |
|  | 26. Teihotu-i-Ahura’i                   |  |  |  |  |  |  |  |  |  |  |  |  |  |  |  |
|  |                                         |  |  |  |  |  |  |  |  |  |  |  |  |  |  |  |
|  |                                         |  |  |  |  |  |  |  |  |  |  |  |  |  |  |  |
|  | 13. Tetua-nui-reia-i-te-raʻi-atea       |  |  |  |  |  |  |  |  |  |  |  |  |  |  |  |
|  |                                         |  |  |  |  |  |  |  |  |  |  |  |  |  |  |  |
|  |                                         |  |  |  |  |  |  |  |  |  |  |  |  |  |  |  |
|  | 27. Vave’a Tetua-nui-rei-a-ite Ra’iatea |  |  |  |  |  |  |  |  |  |  |  |  |  |  |  |
|  |                                         |  |  |  |  |  |  |  |  |  |  |  |  |  |  |  |
|  |                                         |  |  |  |  |  |  |  |  |  |  |  |  |  |  |  |
|  | 3. Pōmare IV                            |  |  |  |  |  |  |  |  |  |  |  |  |  |  |  |
|  |                                         |  |  |  |  |  |  |  |  |  |  |  |  |  |  |  |
|  |                                         |  |  |  |  |  |  |  |  |  |  |  |  |  |  |  |
|  | 28. Vetea-raʻi Uʻuru (= 20)             |  |  |  |  |  |  |  |  |  |  |  |  |  |  |  |
|  |                                         |  |  |  |  |  |  |  |  |  |  |  |  |  |  |  |
|  |                                         |  |  |  |  |  |  |  |  |  |  |  |  |  |  |  |
|  | 14. Tamatoa III (= 10)                  |  |  |  |  |  |  |  |  |  |  |  |  |  |  |  |
|  |                                         |  |  |  |  |  |  |  |  |  |  |  |  |  |  |  |
|  |                                         |  |  |  |  |  |  |  |  |  |  |  |  |  |  |  |
|  | 29. Opai-pai Te-roro (= 21)             |  |  |  |  |  |  |  |  |  |  |  |  |  |  |  |
|  |                                         |  |  |  |  |  |  |  |  |  |  |  |  |  |  |  |
|  |                                         |  |  |  |  |  |  |  |  |  |  |  |  |  |  |  |
|  | 7. Teriitaria Tamatoa                   |  |  |  |  |  |  |  |  |  |  |  |  |  |  |  |
|  |                                         |  |  |  |  |  |  |  |  |  |  |  |  |  |  |  |
|  |                                         |  |  |  |  |  |  |  |  |  |  |  |  |  |  |  |
|  | 30. Mato Teri’i Tepoara’i (= 22)        |  |  |  |  |  |  |  |  |  |  |  |  |  |  |  |
|  |                                         |  |  |  |  |  |  |  |  |  |  |  |  |  |  |  |
|  |                                         |  |  |  |  |  |  |  |  |  |  |  |  |  |  |  |
|  | 15. Mai-he'a Te-hani (= 11)             |  |  |  |  |  |  |  |  |  |  |  |  |  |  |  |
|  |                                         |  |  |  |  |  |  |  |  |  |  |  |  |  |  |  |
|  |                                         |  |  |  |  |  |  |  |  |  |  |  |  |  |  |  |
|  | 31. Te-ha’apapa I (= 23)                |  |  |  |  |  |  |  |  |  |  |  |  |  |  |  |
|  |                                         |  |  |  |  |  |  |  |  |  |  |  |  |  |  |  |
|  |                                         |  |  |  |  |  |  |  |  |  |  |  |  |  |  |  |